# Maurilia fortis
Maurilia fortis är en fjärilsart som beskrevs av Swinhoe 1918. Maurilia fortis ingår i släktet Maurilia och familjen trågspinnare. Inga underarter finns listade i Catalogue of Life.